# العنابرة (الواد لخضر)
العنابرة هي إحدى مشيخات المملكة المغربية، تتبع جغرافيا لإقليم قلعة السراغنة وإداريًا لالواد لخضر. يقدر عدد سكانها بـ 4590 نسمة حسب الإحصاء الرسمي للسكان والسكنى لسنة 2004.